# Louis Evrard Conrad de Kock
Louis Evrard Conrad de Kock, né le 27 janvier 1815 à Versailles et mort le 4 octobre 1874 à Cernay-la-Ville, est un peintre français.

## Biographie
Louis Evrard Conrad de Kock est le fils de Jean Pierre de Kock, colonel,et de Sophie Louise Franquin Defeux-Gravelle-Defontaine. Son père Jean Pierre (1780-1858) est le frère d'Hendrik Merkus de Kock (1779-1845), gouverneur général des Indes néerlandaises, et le frère consanguin du romancier Paul de Kock (1793-1871).
Élève de Constant Troyon, il expose au Salon de 1839 à 1872.
En 1840, il épouse Louise Charlotte Adèle de la Porte (possiblement peintre). Louise de la Porte est la fille d'un militaire, François Xavier Agathe de la Porte (1783-1836), originaire de Belfort.
Il meurt à son domicile de la Cernay-la-Ville, à l'âge de 59 ans.

## Galerie

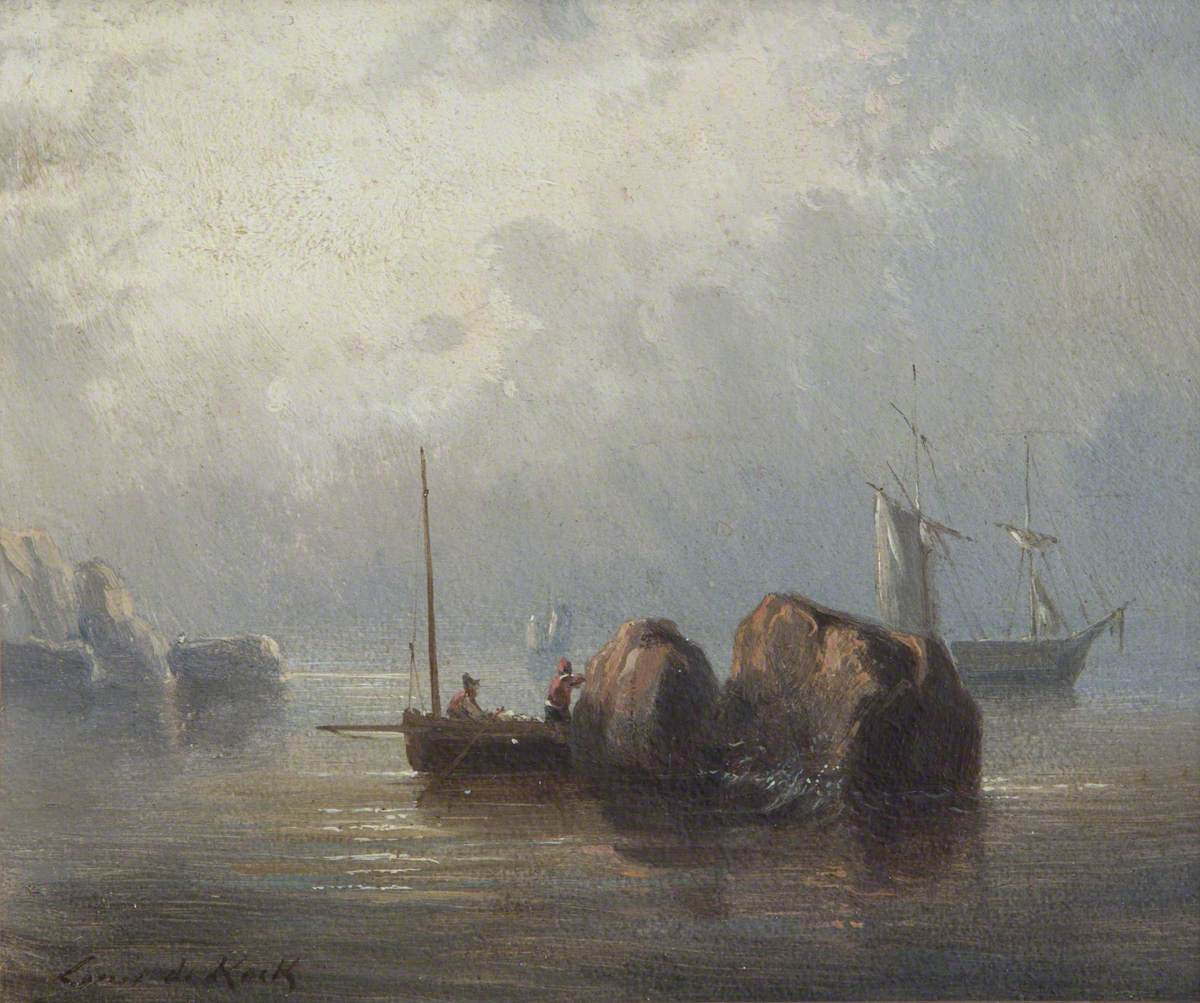

## Œuvres exposées aux Salons parisiens
(sauf mention)
- Vue de la Roche-Bernard (Morbihan), au Salon de 1839
- Cour de ferme à Guyancourt, au Salon de 1840
- Intérieur d'une maison de paysans, au Salon de 1841
- Ruines d'une abbaye servant de grange, au Salon de 1841
- Le soir ; paysage, au Salon de 1842
- Vue prise dans la vallée de Chevreuse, au Salon de 1842
- L'affût ; paysage, au Salon de 1843
- Le repas dans une ancienne abbaye servant de ferme, au Salon de 1843
- Un étang, soleil couchant, au Salon de 1843
- Un gué, au Salon de 1844
- Une mare sur la lisière d'une forêt, au Salon de 1844
- Chemin tournant, au Salon de 1845
- Cour de ferme, au Salon de 1845
- Paysage, effet du matin, au Salon de 1845
- Cour de ferme, au Salon de 1845 (Boulogne-sur-Mer)
- Le chemin tournant, au Salon de 1845 (Boulogne-sur-Mer)
- Paysage, effet du matin, au Salon de 1845 (Boulogne-sur-Mer)
- Une vente dans un bois, au Salon de 1846
- Etude d'arbres, au Salon de 1847, pastel
- Vue prise au bord d'un étang, au Salon de 1847
- Bords de la Marne, au Salon de 1848
- Chaumière aux Vaux-de-Cernay (Seine-et-Oise), au Salon de 1848
- Chaumière normande, au Salon de 1848
- Chaumières, au Salon de 1848, étude au pastel
- Chemin sur la lisière d'un bois, au Salon de 1848
- Cour de ferme aux environs d'Aumale, au Salon de 1848, pastel
- Entrée d'un village, au Salon de 1848
- Etude dans les bois de Ville-d'Avray, au Salon de 1848, pastel
- Habitation de paysans aux environs d'Aumale (Normandie), au Salon de 1848
- Le conseil tenu par les rats, au Salon de 1848
- Paysage ; effet du soir, au Salon de 1848
- Paysage, au Salon de 1848, étude au pastel
- Une mare à Senlisse (Seine-et-Oise), au Salon de 1848
- Animaux dans un bac, paysage, au Salon de 1859
- Une forêt, au Salon de 1863
- Vue des bords de la Loire (soleil couchant), au Salon de 1863
- Après la pluie, au Salon de 1872 (Marseille)
- Paysage Flamand, au Salon de 1872 (Marseille)